# Leptocyclopodia discispinosa
Leptocyclopodia discispinosa är en tvåvingeart som beskrevs av Maa 1975. Leptocyclopodia discispinosa ingår i släktet Leptocyclopodia och familjen lusflugor. Inga underarter finns listade i Catalogue of Life.